# آلبالاته د سینکا
آلبالاته دِ سینکا (به اسپانیایی: Albalate de Cinca) یک شهرستان در اسپانیا است که در استان هوئسکا واقع شده‌است.